# Championnat du monde junior de hockey sur glace 2023
Navigation
Canada 2022 Suède 2024
Le Championnat du monde junior de hockey sur glace 2023 est la 47e édition de cette compétition de hockey sur glace junior organisée par la Fédération internationale de hockey sur glace (IIHF). 
Le tournoi de la division élite, regroupant les meilleures nations, a lieu à Halifax et Moncton au Canada du 26 décembre 2022 au 5 janvier 2023. Les divisions inférieures sont disputées indépendamment du groupe élite.
Les États-Unis battent la Suède remportent la médaille de bronze. Lors de la finale, le Canada bat la Tchéquie en prolongation pour remporter sa 20e médaille d'or, la deuxième consécutive. Le centre du Canada, Connor Bedard a été élu meilleur joueur du tournoi.

## Format de la compétition
| Niveau         | Nombre d'équipes | Date                                  | Lieu               |
| -------------- | ---------------- | ------------------------------------- | ------------------ |
| Division élite | 10               | du 26 décembre 2022 au 5 janvier 2023 | Halifax et Moncton |
| Division IA    | 6                | du 11 au 17 décembre 2022             | Asker              |
| Division IB    | 6                | du 11 au 17 décembre 2022             | Bytom              |
| Division IIA   | 6                | du 11 au 17 décembre 2022             | Kaunas             |
| Division IIB   | 6                | du 16 au 22 janvier 2023              | Reykjavik          |
| Division III   | 8                | du 26 janvier au 2 février 2023       | Istanbul           |

Le Championnat du monde junior de hockey sur glace est un ensemble de plusieurs tournois regroupant les nations en fonction de leur niveau. Les meilleures équipes disputent le titre dans la Division Élite.
Les 10 équipes de la Division Élite sont scindées en deux poules de 5 où elles disputent un tour préliminaire. Les 4 meilleures sont qualifiées pour les quarts de finale. Les derniers de chaque poule s'affrontent dans un tour de relégation, au meilleur des 3 matches. Le perdant est relégué en Division IA.
Pour les autres divisions qui comptent 6 équipes (sauf la Division III qui en compte 8), les équipes s’affrontent entre elles et, à l'issue de cette compétition, le premier est promu dans la division supérieure et le dernier est relégué dans la division inférieure.
Lors des phases de poule, les points sont attribués ainsi :
- victoire : 3 points ;
- victoire en prolongation ou aux tirs de fusillade : 2 points ;
- défaite en prolongation ou aux tirs de fusillade : 1 point ;
- défaite : 0 point.

## Division Élite

### Lieu de la compétition
| \| Halifax Moncton \| Localisation des villes d'Halifax et Moncton dans l'Est du Canada. |
| Halifax Moncton                                                                          |

| Halifax           | Moncton            |
| Scotiabank Centre | Avenir Centre (en) |
|                   |                    |
| Capacité : 10 595 | Capacité : 8 800   |

La compétition devait initialement se dérouler à Novossibirsk et Omsk en Russie, mais en février 2022, le Comité international olympique (CIO) a demandé que la Russie soit privée de la possibilité d'organiser tous les événements sportifs internationaux en raison de l'invasion de l'Ukraine.
Le 5 mai 2022, l'IIHF et Hockey Canada annoncent que les villes canadiennes d'Halifax et Moncton accueilleront l'évènement, préférentiellement aux autres candidatures canadiennes de Regina/Saskatoon, Ottawa/Québec et London/Waterloo.

### Équipes participantes
Les 4 premiers de chaque groupe sont qualifiés pour les quarts de finale tandis que les derniers de chaque groupe jouent un tour de relégation dont le perdant descend en division IA.
| Groupe A (à Halifax) | Groupe B (à Moncton) |
| -------------------- | -------------------- |
| Allemagne            | États-Unis           |
| Autriche             | Finlande             |
| Canada               | Lettonie             |
| Suède                | Slovaquie            |
| Tchéquie             | Suisse               |

### Officiels
23 officiels ont été désignés pour cette compétition.
| Arbitres |
| --- |
| - Michael Campbell - Graeden Hamilton - Andreas Harnebring - Tomáš Hronský - Marc Iwert - Richard Magnusson - Mathieu Menniti - Anssi Salonen - Peter Schlittenhardt - Jakub Šindel - Michaël Tscherrig - Riley Yerkovich |

| Juges de ligne |
| --- |
| - Dario Fuchs - Clément Goncalves - Brandon Grillo - Onni Hautamäki - David Klouček - Spencer Knox - Daniel Konc - Patrick Laguzov - Daniel Persson - John Waleski - Tarrington Wyonzek |

### Tour préliminaire

#### Groupe A

##### Classement
| Clt   | Équipe    | PJ | V | VP | D | DP | BP | BC | Diff | Pts |
| ----- | --------- | -- | - | -- | - | -- | -- | -- | ---- | --- |
| +001, | Tchéquie  | 4  | 3 | 0  | 0 | 1  | 24 | 6  | +18  | 10  |
| +002, | Canada H  | 4  | 3 | 0  | 1 | 0  | 29 | 8  | +21  | 9   |
| +003, | Suède     | 4  | 2 | 1  | 1 | 0  | 16 | 7  | +9   | 8   |
| +004, | Allemagne | 4  | 1 | 0  | 3 | 0  | 7  | 22 | -15  | 3   |
| +005, | Autriche  | 4  | 0 | 0  | 4 | 0  | 2  | 35 | -33  | 0   |

- en gras, qualifié pour les quarts de finale
- en italique, joue le tour de relégation

##### Matchs
| 26 décembre | Suède | 11-0 (2-0, 6-0, 3-0) | Autriche | Scotiabank Centre 7 274 spectateurs |

| Feuille de match | Feuille de match | Feuille de match                               | Feuille de match | Feuille de match                                                                                      |
| ---------------- | --- | ---------------------------------------------- | ---------------- | --- |
|                  | Rosén — 13 min 17 s Bystedt (Rosén) — 17 min 49 s Rosén (Carlsson, Bystedt) — 20 min 48 s Robertsson (E. Pettersson, Jansson) — 22 min 51 s (JS) Oscarson (O. Pettersson) — 27 min 16 s (IN) Lekkerimäki (Wagner, Engström) — 30 min 28 s Ohgren (Östlund, Engström) — 32 min 33 s Odelius (Sternbjorg, Wagner) — 33 min 23 s Wagner (Lekkerimäki, Lindbom) — 42 min 45 s Bystedt (Carlsson, Jansson) — 44 min 6 s (SN) O. Pettersson (Sjöholm, Jansson) — 53 min 50 s | 1-0 2-0 3-0 4-0 5-0 6-0 7-0 8-0 9-0 10-0 11-0  |                  | Arbitrage : Michael Campbell et Graeden Hamilton Juges de lignes : John Waleski et Tarrington Wyonzek |
| Lindbom          | Gardiens | Pfarrmaier (30 min 28 s) Oschgan (29 min 32 s) |                  | Arbitrage : Michael Campbell et Graeden Hamilton Juges de lignes : John Waleski et Tarrington Wyonzek |
| 10 min           | Pénalités | 14 min                                         |                  | Arbitrage : Michael Campbell et Graeden Hamilton Juges de lignes : John Waleski et Tarrington Wyonzek |
| 51               | Tirs | 13                                             |                  | Arbitrage : Michael Campbell et Graeden Hamilton Juges de lignes : John Waleski et Tarrington Wyonzek |

| 26 décembre | Tchéquie | 5-2 (2-1, 3-1, 0-0) | Canada | Scotiabank Centre 10 030 spectateurs |

| Feuille de match | Feuille de match | Feuille de match                           | Feuille de match                                                                              | Feuille de match                                                                             |
| ---------------- | --- | ------------------------------------------ | --------------------------------------------------------------------------------------------- | -------------------------------------------------------------------------------------------- |
|                  | - Špaček (Svozil, Brabenec) — 17 min 48 s Moravec (Měchura, Marcel) — 18 min 23 s Svozil (Špaček, Šalé) — 20 min 44 s - Chmelař (Jiříček) — 28 min 14 s (SN) Menšík (Kos, Suchánek) — 28 min 47 s (SN) | 0-1 1-1 2-1 3-1 3-2 4-2 5-2                | Wright (Zellweger, Guenther) — 10 min 33 s (SN) - Bedard (Wright, Korchinski) — 21 min 29 s - | Arbitrage : Tomáš Hronský et Michaël Tscherrig Juges de lignes : Spencer Knox et Daniel Konc |
| Suchánek         | Gardiens | Gaudreau (28 min 47 s) Milic (28 min 22 s) |                                                                                               | Arbitrage : Tomáš Hronský et Michaël Tscherrig Juges de lignes : Spencer Knox et Daniel Konc |
| 6 min            | Pénalités | 35 min                                     |                                                                                               | Arbitrage : Tomáš Hronský et Michaël Tscherrig Juges de lignes : Spencer Knox et Daniel Konc |
| 27               | Tirs | 38                                         |                                                                                               | Arbitrage : Tomáš Hronský et Michaël Tscherrig Juges de lignes : Spencer Knox et Daniel Konc |

| 27 décembre | Allemagne | 0-1 (0-1, 0-0, 0-0) | Suède | Scotiabank Centre 7 632 spectateurs |

| Feuille de match | Feuille de match | Feuille de match | Feuille de match                 | Feuille de match                                                                                  |
| ---------------- | ---------------- | ---------------- | -------------------------------- | ------------------------------------------------------------------------------------------------- |
|                  |                  | 0-1              | Engström (Bystedt) — 19 min 38 s | Arbitrage : Michael Campbell et Tomáš Hronský Juges de lignes : Patrick Laguzov et Daniel Persson |
| Quapp            | Gardiens         | Lindbom          |                                  | Arbitrage : Michael Campbell et Tomáš Hronský Juges de lignes : Patrick Laguzov et Daniel Persson |
| 8 min            | Pénalités        | 10 min           |                                  | Arbitrage : Michael Campbell et Tomáš Hronský Juges de lignes : Patrick Laguzov et Daniel Persson |
| 28               | Tirs             | 44               |                                  | Arbitrage : Michael Campbell et Tomáš Hronský Juges de lignes : Patrick Laguzov et Daniel Persson |

| 27 décembre | Autriche | 0-9 (0-3, 0-4, 0-2) | Tchéquie | Scotiabank Centre 7 105 spectateurs |

| Feuille de match | Feuille de match | Feuille de match                    | Feuille de match | Feuille de match                                                                                 |
| ---------------- | ---------------- | ----------------------------------- | --- | ------------------------------------------------------------------------------------------------ |
|                  |                  | 0-1 0-2 0-3 0-4 0-5 0-6 0-7 0-8 0-9 | Brabenec (Svozil, Suchánek) — 3 min 50 s (SN) Kulich (Svozil, Špaček) — 16 min 26 s Hauser (Šapovaliv, Měchura) — 18 min 39 s Szturc — 21 min 5 s Čech (Šalé, Šapovaliv) — 22 min 56 s Kulich (Šalé, Marcel) — 28 min 16 s (SN) Szturc (Chlemař, Suchánek) — 30 min 2 s Kulich (Šapovaliv, Jiříček) — 40 min 8 s Špaček (Svozil, Šapovaliv) — 54 min 13 s | Arbitrage : Andreas Harnebring et Riley Yerkovich Juges de lignes : Spencer Knox et John Waleski |
| Sicher           | Gardiens         | Suchánek                            | | Arbitrage : Andreas Harnebring et Riley Yerkovich Juges de lignes : Spencer Knox et John Waleski |
| 12 min           | Pénalités        | 10 min                              | | Arbitrage : Andreas Harnebring et Riley Yerkovich Juges de lignes : Spencer Knox et John Waleski |
| 8                | Tirs             | 47                                  | | Arbitrage : Andreas Harnebring et Riley Yerkovich Juges de lignes : Spencer Knox et John Waleski |

| 28 décembre | Canada | 11-2 (3-1, 6-0, 2-1) | Allemagne | Scotiabank Centre 10 263 spectateurs |

| Feuille de match | Feuille de match | Feuille de match                                       | Feuille de match                                                                 | Feuille de match                                                                                 |
| ---------------- | --- | ------------------------------------------------------ | -------------------------------------------------------------------------------- | ------------------------------------------------------------------------------------------------ |
|                  | Guenther — 6 min 46 s (SN) - Wright — 13 min 21 s Bedard (Stankoven, Roy) — 17 min 26 s Bedard (Stankoven, Clarke) — 21 min 2 s Bedard (Wright, Zellweger) — 33 min 57 s (SN) Guenther (Bedard, Zellweger) — 36 min 48 s (SN) Clarke (Fantilli, Dach) — 38 min 8 s (SN) Guenther (Bedard) — 39 min 24 s (SN) Stankoven — 39 min 56 s (SN) Ostapchuk (Korchinski, Bankier) — 41 min 22 s Roy (Bedard, Korchinski) — 50 min 56 s - | 1–0 1–1 2–1 3–1 4–1 5–1 6–1 7–1 8–1 9–1 10–1 11–1 11–2 | - Kechter (Bader, Sinn) — 11 min 8 s - Sinn (Oswald, Krening) — 54 min 25 s (SN) | Arbitrage : Andreas Harnebring et Riley Yerkovic Juges de lignes : Daniel Konc et Daniel Persson |
| Milic            | Gardiens | Wolf (40 min) Babulis (20 min)                         |                                                                                  | Arbitrage : Andreas Harnebring et Riley Yerkovic Juges de lignes : Daniel Konc et Daniel Persson |
| 10 min           | Pénalités | 37 min                                                 |                                                                                  | Arbitrage : Andreas Harnebring et Riley Yerkovic Juges de lignes : Daniel Konc et Daniel Persson |
| 52               | Tirs | 16                                                     |                                                                                  | Arbitrage : Andreas Harnebring et Riley Yerkovic Juges de lignes : Daniel Konc et Daniel Persson |

| 29 décembre | Suède | 3-2 (pr) (0-0, 2-1, 0-1, 1-0) | Tchéquie | Scotiabank Centre 9 140 spectateurs |

| Feuille de match | Feuille de match | Feuille de match    | Feuille de match                                                                       | Feuille de match                                                                                      |
| ---------------- | --- | ------------------- | -------------------------------------------------------------------------------------- | --- |
|                  | - Wagner — 25 min 28 s Jansson (O. Pettersson, Robertsson) — 26 min 58 s - Jansson (Lekkerimäki, Östlund) — 61 min 35 s | 0-1 1-1 2-1 2-2 3-2 | Jiříček (Hauser, Měchura) — 23 min 12 s - Ticháček (Šapovaliv, Jiříček) — 54 min 8 s - | Arbitrage : Mathieu Menniti et Peter Schlittenhardt Juges de lignes : Onni Hautamäki et David Klouček |
| Lindbom          | Gardiens | Suchánek            |                                                                                        | Arbitrage : Mathieu Menniti et Peter Schlittenhardt Juges de lignes : Onni Hautamäki et David Klouček |
| 6 min            | Pénalités | 8 min               |                                                                                        | Arbitrage : Mathieu Menniti et Peter Schlittenhardt Juges de lignes : Onni Hautamäki et David Klouček |
| 24               | Tirs | 35                  |                                                                                        | Arbitrage : Mathieu Menniti et Peter Schlittenhardt Juges de lignes : Onni Hautamäki et David Klouček |

| 29 décembre | Autriche | 0-11 (0-3, 0-4, 0-4) | Canada | Scotiabank Centre 10 170 spectateurs |

| Feuille de match | Feuille de match | Feuille de match                              | Feuille de match | Feuille de match                                                                      |
| ---------------- | ---------------- | --------------------------------------------- | --- | ------------------------------------------------------------------------------------- |
|                  |                  | 0-1 0-2 0-3 0-4 0-5 0-6 0-7 0-8 0-9 0-10 0-11 | Guenther (Othmann, Bedard) — 14 min 8 s (SN) Dean (Gaucher, Fantilli) — 15 min 53 s Wright (Bedard, Zellweger) — 18 min 19 s (SN) Roy (Clarke, Bedard) — 22 min 37 s Bedard (Stankoven) — 23 min 8 s Allan (Schaefer, Ostapchuk) — 25 min 35 s Stankoven (Bedard, Del Mastro) — 34 min 32 s Fantilli (Roy, Gaucher) — 42 min 15 s (SN) Gaucher (Dach, Matier) — 51 min 58 s Bedard (Stankoven) — 53 min 16 s Hinds (Stankoven, Roy) — 58 min 7 s | Arbitrage : Marc Iwert et Jakub Šindel Juges de lignes : Shawn Oliver et John Waleski |
| Oschgan          | Gardiens         | Gaudreau                                      | | Arbitrage : Marc Iwert et Jakub Šindel Juges de lignes : Shawn Oliver et John Waleski |
| 6 min            | Pénalités        | 4 min                                         | | Arbitrage : Marc Iwert et Jakub Šindel Juges de lignes : Shawn Oliver et John Waleski |
| 12               | Tirs             | 47                                            | | Arbitrage : Marc Iwert et Jakub Šindel Juges de lignes : Shawn Oliver et John Waleski |

| 30 décembre | Allemagne | 4-2 (1-0, 3-1, 0-1) | Autriche | Scotiabank Centre 7 586 spectateurs |

| Feuille de match | Feuille de match | Feuille de match        | Feuille de match                                                           | Feuille de match                                                                             |
| ---------------- | --- | ----------------------- | -------------------------------------------------------------------------- | -------------------------------------------------------------------------------------------- |
|                  | Krening (Lutz, Kechter) — 18 min 1 s Van der Linde (Rossmy) — 21 min 34 s T. Heigl (N. Heigl, Bader) — 26 min 57 s - Kechter (Krening, Lutz) — 36 min 38 s - | 1-0 2-0 3-0 3-1 4-1 4-2 | - Scherzer (Rohrer, Auer) — 29 min 24 s (SN) Dobnig (Van Ee) — 46 min (JS) | Arbitrage : Mathieu Meniti et Jakub Šindel Juges de lignes : Brandon Grillo et David Klouček |
| Quapp            | Gardiens | Pfarrmaier              |                                                                            | Arbitrage : Mathieu Meniti et Jakub Šindel Juges de lignes : Brandon Grillo et David Klouček |
| 6 min            | Pénalités | 6 min                   |                                                                            | Arbitrage : Mathieu Meniti et Jakub Šindel Juges de lignes : Brandon Grillo et David Klouček |
| 27               | Tirs | 33                      |                                                                            | Arbitrage : Mathieu Meniti et Jakub Šindel Juges de lignes : Brandon Grillo et David Klouček |

| 31 décembre | Tchéquie | 8-1 (2-0, 3-1, 3-0) | Allemagne | Scotiabank Centre 8 454 spectateurs |

| Feuille de match | Feuille de match | Feuille de match                       | Feuille de match                          | Feuille de match                                                                                    |
| ---------------- | --- | -------------------------------------- | ----------------------------------------- | --------------------------------------------------------------------------------------------------- |
|                  | Špaček (Svozil, Chmelař) — 4 min 58 s (SN) Szturc (Brabenec) — 17 min 4 s Chmelař (Brabenec, Moravec) — 29 min 38 s - Ryšavý (Szturc, Menšík) — 36 min 27 s Hauser (Špaček, Marcel) — 37 min 14 s Chmelař (Szturc, Brabenec) — 44 min 33 s Kos (Ryšavý, Sapoušek) — 45 min 2 s Ticháček (Ryšavý, Kos) — 57 min 23 s | 1-0 2-0 3-0 3-1 4-1 5-1 6-1 7-1 8-1    | - Oswald (Sinn, Bettahar) — 32 min 35 s - | Arbitrage : Richard Magnusson et Peter Schlittenhardt Juges de lignes : Daniel Konc et Shawn Oliver |
| Suchánek         | Gardiens | Quapp (28 min 47 s) Wolf (31 min 13 s) |                                           | Arbitrage : Richard Magnusson et Peter Schlittenhardt Juges de lignes : Daniel Konc et Shawn Oliver |
| 8 min            | Pénalités | 4 min                                  |                                           | Arbitrage : Richard Magnusson et Peter Schlittenhardt Juges de lignes : Daniel Konc et Shawn Oliver |
| 54               | Tirs | 19                                     |                                           | Arbitrage : Richard Magnusson et Peter Schlittenhardt Juges de lignes : Daniel Konc et Shawn Oliver |

| 31 décembre | Canada | 5-1 (3-1, 0-0, 2-0) | Suède | Scotiabank Centre 10 301 spectateurs |

| Feuille de match | Feuille de match | Feuille de match        | Feuille de match                                | Feuille de match                                                                                  |
| ---------------- | --- | ----------------------- | ----------------------------------------------- | ------------------------------------------------------------------------------------------------- |
|                  | Roy (Bedard, Clarke) — 57 s Othmann (Wright, Bedard) — 2 min 8 s (SN) Hinds (Stankoven, Bedard) — 11 min 45 s - Othmann (Guenther, Del Mastro) — 40 min 35 s Korchinski (Bedard, Allan) — 52 min 42 s | 1-0 2-0 3-0 3-1 4-1 5-1 | - Jansson (Rosén, Bystedt) — 16 min 21 s (SN) - | Arbitrage : Anssi Salonen et Michael Tscherrig Juges de lignes : Brandon Grillo et Onni Hautamäki |
| Milic            | Gardiens | Lindbom                 |                                                 | Arbitrage : Anssi Salonen et Michael Tscherrig Juges de lignes : Brandon Grillo et Onni Hautamäki |
| 33 min           | Pénalités | 10 min                  |                                                 | Arbitrage : Anssi Salonen et Michael Tscherrig Juges de lignes : Brandon Grillo et Onni Hautamäki |
| 44               | Tirs | 23                      |                                                 | Arbitrage : Anssi Salonen et Michael Tscherrig Juges de lignes : Brandon Grillo et Onni Hautamäki |

#### Groupe B

##### Classement
| Clt   | Équipe     | PJ | V | VP | D | DP | BP | BC | Diff | Pts |
| ----- | ---------- | -- | - | -- | - | -- | -- | -- | ---- | --- |
| +001, | États-Unis | 4  | 3 | 0  | 1 | 0  | 19 | 11 | +8   | 9   |
| +002, | Finlande   | 4  | 2 | 0  | 1 | 1  | 12 | 11 | +1   | 7   |
| +003, | Slovaquie  | 4  | 2 | 0  | 1 | 1  | 14 | 12 | +2   | 7   |
| +004, | Suisse     | 4  | 0 | 3  | 1 | 0  | 11 | 12 | -1   | 6   |
| +005, | Lettonie   | 4  | 0 | 0  | 3 | 1  | 4  | 14 | -10  | 1   |

- en gras, qualifié pour les quarts de finale
- en italique, joue le tour de relégation

##### Matchs
| 26 décembre | Finlande | 2-3 (pr) (0-0, 1-1, 1-1, 0-1) | Suisse | Avenir Centre 4 465 spectateurs |

| Feuille de match | Feuille de match                                                                                | Feuille de match    | Feuille de match                                                                                      | Feuille de match                                                                                        |
| ---------------- | ----------------------------------------------------------------------------------------------- | ------------------- | --- | --- |
|                  | K. Kapanen (Väisänen, Paivarinta) — 22 min 24 s - Väisänen (Paivarinta, Ervasti) — 48 min 9 s - | 1-0 1-1 1-2 2-2 2-3 | - Canonica (Taibel) — 32 min 54 s Jabola (Age, Taibel) — 44 min 43 s - Biasca (Bischel) — 60 min 41 s | Arbitrage : Richard Magnusson et Peter Schlittenhardt Juges de lignes : Onni Hautamäki et David Klouček |
| Koskenvuo        | Gardiens                                                                                        | Pasche              | | Arbitrage : Richard Magnusson et Peter Schlittenhardt Juges de lignes : Onni Hautamäki et David Klouček |
| 2 min            | Pénalités                                                                                       | 4 min               | | Arbitrage : Richard Magnusson et Peter Schlittenhardt Juges de lignes : Onni Hautamäki et David Klouček |
| 16               | Tirs                                                                                            | 27                  | | Arbitrage : Richard Magnusson et Peter Schlittenhardt Juges de lignes : Onni Hautamäki et David Klouček |

| 26 décembre | Lettonie | 2-5 (0-0, 2-2, 0-3) | États-Unis | Avenir Centre 4 927 spectateurs |

| Feuille de match | Feuille de match                                                                 | Feuille de match            | Feuille de match | Feuille de match                                                                              |
| ---------------- | -------------------------------------------------------------------------------- | --------------------------- | --- | --------------------------------------------------------------------------------------------- |
|                  | - Ravinskis (Rullers, Ozolins) — 24 min 59 s - Fenenko (Rullers) — 34 min 24 s - | 0-1 1-1 1-2 2-2 2-3 2-4 2-5 | Snuggerud (Cooley) — 20 min 24 s - Sean Behrens-Behrens (Savage, Duke) — 29 min 17 s - Lucius (Behrens, Blake) — 41 min 57 s Savage (Duke) — 46 min 48 s Hughes (Peart, Stramel) — 53 min 29 s | Arbitrage : Marc Iwert et Mathieu Menniti Juges de lignes : Clément Goncalves et Shawn Oliver |
| Berzins          | Gardiens                                                                         | Augustine                   | | Arbitrage : Marc Iwert et Mathieu Menniti Juges de lignes : Clément Goncalves et Shawn Oliver |
| 4 min            | Pénalités                                                                        | 2 min                       | | Arbitrage : Marc Iwert et Mathieu Menniti Juges de lignes : Clément Goncalves et Shawn Oliver |
| 17               | Tirs                                                                             | 46                          | | Arbitrage : Marc Iwert et Mathieu Menniti Juges de lignes : Clément Goncalves et Shawn Oliver |

| 27 décembre | Finlande | 5-2 (1-1, 3-0, 1-1) | Slovaquie | Avenir Centre 4 617 spectateurs |

| Feuille de match | Feuille de match | Feuille de match                            | Feuille de match                                                                              | Feuille de match                                                                                   |
| ---------------- | --- | ------------------------------------------- | --------------------------------------------------------------------------------------------- | -------------------------------------------------------------------------------------------------- |
|                  | Paivarinta (Suomi, Ervasti) — 8 min 54 s - Kemell (Koivunen, Salin) — 23 min 34 s O. Kapanen (Kemell) — 27 min 45 s Nyman (Vilen, O. Kapanen) — 33 min 56 s (SN) - Lambert (Ervasti) — 45 min 1 s | 1-0 1-1 2-1 3-1 4-1 4-2 5-2                 | - Repčík (Dvorský, Štrbák) — 19 min 49 s (SN) - Repčík (Štrbák, Čiernik) — 43 min 22 s (SN) - | Arbitrage : Peter Schlittenhardt et Jakub Šindel Juges de lignes : Brandon Grillo et David Klouček |
| Lampinen         | Gardiens | Andrisík (33 min 56 s) Marinov (26 min 4 s) |                                                                                               | Arbitrage : Peter Schlittenhardt et Jakub Šindel Juges de lignes : Brandon Grillo et David Klouček |
| 6 min            | Pénalités | 2 min                                       |                                                                                               | Arbitrage : Peter Schlittenhardt et Jakub Šindel Juges de lignes : Brandon Grillo et David Klouček |
| 23               | Tirs | 24                                          |                                                                                               | Arbitrage : Peter Schlittenhardt et Jakub Šindel Juges de lignes : Brandon Grillo et David Klouček |

| 27 décembre | Suisse | 3-2 (TB) (1-1, 0-1, 1-0, 0-0, 1-0) | Lettonie | Avenir Centre 3 812 spectateurs |

| Feuille de match | Feuille de match                                                                                  | Feuille de match    | Feuille de match                                                           | Feuille de match                                                                              |
| ---------------- | ------------------------------------------------------------------------------------------------- | ------------------- | -------------------------------------------------------------------------- | --------------------------------------------------------------------------------------------- |
|                  | Robin (Zanetti) — 8 min 20 s - Dionicio (Biasca, Bichsel) — 58 min 4 s (JS) Reichle — 65 min (TB) | 1-0 1-1 1-2 2-2 3-2 | - Ločmelis (Ozoliņš) — 13 min 3 s Dukurs (Laviņš, Ozoliņš) — 37 min 50 s - | Arbitrage : Mathieu Menniti et Anssi Salonen Juges de lignes : Onni Hautamäki et Shawn Oliver |
| Pasche           | Gardiens                                                                                          | Bērziņš             |                                                                            | Arbitrage : Mathieu Menniti et Anssi Salonen Juges de lignes : Onni Hautamäki et Shawn Oliver |
| 18 min           | Pénalités                                                                                         | 6 min               |                                                                            | Arbitrage : Mathieu Menniti et Anssi Salonen Juges de lignes : Onni Hautamäki et Shawn Oliver |
| 30               | Tirs                                                                                              | 18                  |                                                                            | Arbitrage : Mathieu Menniti et Anssi Salonen Juges de lignes : Onni Hautamäki et Shawn Oliver |

| 28 décembre | Slovaquie | 6-3 (1-2, 3-0, 2-1) | États-Unis | Avenir Centre 6 438 spectateurs |

| Feuille de match | Feuille de match | Feuille de match                    | Feuille de match | Feuille de match                                                                                     |
| ---------------- | --- | ----------------------------------- | --- | --- |
|                  | L. Nemec (Žlnka, Š. Nemec) — 2 min 14 s - Dvorský (Štrbák, Repčík) — 30 min 1 s (SN) Bačo (Groch, Kmec) — 31 min 48 s Mešár (Š. Nemec, Sotek) — 33 min 20 s Repčík (Kmec) — 50 min 46 s - Čiernik (Š. Nemec) — 58 min 53 s (CV) | 1-0 1-1 1-2 2-2 3-2 4-2 5-2 5-3 6-3 | - Boucher (McGroarty, Gauthier) — 4 min 42 s (SN) Brindley (Hutson, Stramel) — 6 min 48 s - Boucher (Gauthier, Cooley) — 55 min 8 s (SN) - | Arbitrage : Richard Magnusson et Anssi Salonen Juges de lignes : Clément Goncalves et Brandon Grillo |
| Gajan            | Gardiens | Mbereko                             | | Arbitrage : Richard Magnusson et Anssi Salonen Juges de lignes : Clément Goncalves et Brandon Grillo |
| 33 min           | Pénalités | 29 min                              | | Arbitrage : Richard Magnusson et Anssi Salonen Juges de lignes : Clément Goncalves et Brandon Grillo |
| 26               | Tirs | 36                                  | | Arbitrage : Richard Magnusson et Anssi Salonen Juges de lignes : Clément Goncalves et Brandon Grillo |

| 29 décembre | Lettonie | 0-3 (0-1, 0-1, 0-1) | Finlande | Avenir Centre 4 081 spectateurs |

| Feuille de match | Feuille de match | Feuille de match | Feuille de match | Feuille de match                                                                                           |
| ---------------- | ---------------- | ---------------- | --- | --- |
|                  |                  | 0-1 0-2 0-3      | Nyman (Malinen, Salin) — 4 min 43 s Huuhtanen (Nyman, Salin) — 29 min 34 s K. Kapanen (Paivarinta) — 57 min 45 s (CV) | Arbitrage : Graeden Hamilton et Michael Scherrig Juges de lignes : Clément Goncalves et Tarrington Wyonzek |
| Bērziņš          | Gardiens         | Lampinen         | | Arbitrage : Graeden Hamilton et Michael Scherrig Juges de lignes : Clément Goncalves et Tarrington Wyonzek |
| 6 min            | Pénalités        | 10 min           | | Arbitrage : Graeden Hamilton et Michael Scherrig Juges de lignes : Clément Goncalves et Tarrington Wyonzek |
| 31               | Tirs             | 29               | | Arbitrage : Graeden Hamilton et Michael Scherrig Juges de lignes : Clément Goncalves et Tarrington Wyonzek |

| 29 décembre | États-Unis | 5-1 (1-0, 3-1, 1-0) | Suisse | Avenir Centre 7 024 spectateurs |

| Feuille de match | Feuille de match | Feuille de match        | Feuille de match                    | Feuille de match                                                                                |
| ---------------- | --- | ----------------------- | ----------------------------------- | ----------------------------------------------------------------------------------------------- |
|                  | Snuggerud (Cooley, Gauthier) — 18 min 5 s Cooley (McGroarty, Gauthier) — 25 min 49 s (SN) Snuggerud (Blake, Ufko) — 36 min 40 s (SN) Boucher (Chesley, Lipkin) — 38 min 2 s - Hugues (Behrens, Savage) — 53 min 3 s | 1-0 2-0 3-0 4-0 4-1 5-1 | - Biasca (Canonica) — 39 min 32 s - | Arbitrage : Michael Campbell et Tomáš Hronský Juges de lignes : Spencer Knox et Patrick Laguzov |
| Augustine        | Gardiens | Beglieri                |                                     | Arbitrage : Michael Campbell et Tomáš Hronský Juges de lignes : Spencer Knox et Patrick Laguzov |
| 8 min            | Pénalités | 8 min                   |                                     | Arbitrage : Michael Campbell et Tomáš Hronský Juges de lignes : Spencer Knox et Patrick Laguzov |
| 42               | Tirs | 19                      |                                     | Arbitrage : Michael Campbell et Tomáš Hronský Juges de lignes : Spencer Knox et Patrick Laguzov |

| 30 décembre | Slovaquie | 3-0 (1-0, 0-0, 2-0) | Lettonie | Avenir Centre 3 878 spectateurs |

| Feuille de match | Feuille de match                                                                                             | Feuille de match | Feuille de match | Feuille de match                                                                                         |
| ---------------- | --- | ---------------- | ---------------- | --- |
|                  | Čiernik (Repčík, Dvorský) — 17 min 52 s (SN) Š. Nemec (Mešár, L. Nemec) — 49 min 3 s Mešár — 57 min 3 s (CV) | 1-0 2-0 3-0      |                  | Arbitrage : Andreas Harnebring et Riley Yerkovich Juges de lignes : Daniel Persson et Tarrington Wyonzek |
| Gajan            | Gardiens | Bērziņš          |                  | Arbitrage : Andreas Harnebring et Riley Yerkovich Juges de lignes : Daniel Persson et Tarrington Wyonzek |
| 6 min            | Pénalités | 6 min            |                  | Arbitrage : Andreas Harnebring et Riley Yerkovich Juges de lignes : Daniel Persson et Tarrington Wyonzek |
| 26               | Tirs | 28               |                  | Arbitrage : Andreas Harnebring et Riley Yerkovich Juges de lignes : Daniel Persson et Tarrington Wyonzek |

| 31 décembre | Suisse | 4-3 (TB) (0-1, 1-2, 2-0, 0-0, 1-0) | Slovaquie | Avenir Centre 4 849 spectateurs |

| Feuille de match | Feuille de match | Feuille de match            | Feuille de match | Feuille de match                                                                             |
| ---------------- | --- | --------------------------- | --- | -------------------------------------------------------------------------------------------- |
|                  | - Reichle (Taibel, Streule) — 21 min 7 s - Ramel (Reichle, Müller) — 42 min 20 s Canonica (Biasca, Robin) — 48 min 40 s (SN) Dionicio — 65 min (TB) | 0-1 1-1 1-2 1-3 2-3 3-3 4-3 | Sýkora (Bečár, Nátny) — 4 min 11 s - Petrovský (L. Nemec, Mešár) — 37 min 20 s Petrovský (Mešár, L. Nemec) — 38 min 9 s - | Arbitrage : Graeden Hamilton et Marc Iwert Juges de lignes : Spencer Knox et Patrick Laguzov |
| Pasche           | Gardiens | Gajan                       | | Arbitrage : Graeden Hamilton et Marc Iwert Juges de lignes : Spencer Knox et Patrick Laguzov |
| 2 min            | Pénalités | 6 min                       | | Arbitrage : Graeden Hamilton et Marc Iwert Juges de lignes : Spencer Knox et Patrick Laguzov |
| 36               | Tirs | 32                          | | Arbitrage : Graeden Hamilton et Marc Iwert Juges de lignes : Spencer Knox et Patrick Laguzov |

| 31 décembre | États-Unis | 6-2 (1-1, 3-1, 2-0) | Finlande | Avenir Centre 8 231 spectateurs |

| Feuille de match | Feuille de match | Feuille de match                | Feuille de match                                                                                       | Feuille de match                                                                                          |
| ---------------- | --- | ------------------------------- | --- | --- |
|                  | Lucius (Ufko, Blake) — 15 min 22 s - McGroarty (Hughes, Augustine) — 24 min 57 s (SN) Snuggerud — 29 min 2 s Hughes (Cooley, Snuggerud) — 34 min 48 s - Cooley (Snuggerud, Gauthier) — 43 min 55 s Hutson (Snuggerud, Cooley) — 56 min 15 s | 1-0 1-1 2-1 3-1 4-1 4-2 5-2 6-2 | - Kemell (Heimosalmi, Hameenaho) — 16 min 27 s (SN) - Hameenaho (Huutanen, Heimosalmi) — 35 min 15 s - | Arbitrage : Michael Campbell et Andreas Harnebring Juges de lignes : Daniel Persson et Tarrington Wyonzek |
| Augustine        | Gardiens | Koskenvuo                       | | Arbitrage : Michael Campbell et Andreas Harnebring Juges de lignes : Daniel Persson et Tarrington Wyonzek |
| 10 min           | Pénalités | 6 min                           | | Arbitrage : Michael Campbell et Andreas Harnebring Juges de lignes : Daniel Persson et Tarrington Wyonzek |
| 30               | Tirs | 31                              | | Arbitrage : Michael Campbell et Andreas Harnebring Juges de lignes : Daniel Persson et Tarrington Wyonzek |

### Tour de relégation
| 2 janvier | Lettonie | 5-2 (1-2, 2-2, 5-2) | Autriche | Scotiabank Centre 4 879 spectateurs |

| Feuille de match | Feuille de match | Feuille de match            | Feuille de match                                                                   | Feuille de match                                                                                   |
| ---------------- | --- | --------------------------- | ---------------------------------------------------------------------------------- | -------------------------------------------------------------------------------------------------- |
|                  | - Ločmelis (Ozoliņš, Laviņš) — 16 min 16 s (SN) - Veckaktiņš (Simanovičs, Hodass) — 37 min 1 s Veckaktiņš (Simanovičs) — 48 min 50 s Vilmanis (Veinbergs, Hodass) — 51 min 22 s (SN) Hodass (Feņenko) — 58 min 54 s (CV) | 0-1 1-1 1-2 2-2 3-2 4-2 5-2 | Auer (Scherzer, Sablatting) — 5 min 20 s - Rohrer (Scherzer, Auer) — 17 min 53 s - | Arbitrage : Anssi Salonen et Peter Schlittenhardt Juges de lignes : Onni Hautamäki et Shawn Oliver |
| Bērziņš          | Gardiens | Pfarrmaier                  |                                                                                    | Arbitrage : Anssi Salonen et Peter Schlittenhardt Juges de lignes : Onni Hautamäki et Shawn Oliver |
| 6 min            | Pénalités | 31 min                      |                                                                                    | Arbitrage : Anssi Salonen et Peter Schlittenhardt Juges de lignes : Onni Hautamäki et Shawn Oliver |
| 46               | Tirs | 13                          |                                                                                    | Arbitrage : Anssi Salonen et Peter Schlittenhardt Juges de lignes : Onni Hautamäki et Shawn Oliver |

| 4 janvier | Autriche | 2-4 (0-1, 0-2, 2-1) | Lettonie | Scotiabank Centre 3 456 spectateurs |

| Feuille de match | Feuille de match                                                                                | Feuille de match        | Feuille de match | Feuille de match                                                                                        |
| ---------------- | ----------------------------------------------------------------------------------------------- | ----------------------- | --- | --- |
|                  | - Auer (Rohrer, Reinbacher) — 55 min 16 s (JS) van Ee (Scherzer, Reinbacher) — 57 min 25 s (JS) | 0-1 0-2 0-3 0-4 1-4 2-4 | Hodass (Bukarts, Purmalis) — 6 min 40 s Silkalns (Simanovičs) — 36 min 12 s Ločmelis (Ravinskis) — 37 min 51 s Vilmanis (Laviņš, Bogdans) — 44 min 33 s - | Arbitrage : Andreas Harnebring et Mathieu Menniti Juges de lignes : Clément Goncalves et Daniel Persson |
| Pfarrmaier       | Gardiens                                                                                        | Bērziņš                 | | Arbitrage : Andreas Harnebring et Mathieu Menniti Juges de lignes : Clément Goncalves et Daniel Persson |
| 2 min            | Pénalités                                                                                       | 2 min                   | | Arbitrage : Andreas Harnebring et Mathieu Menniti Juges de lignes : Clément Goncalves et Daniel Persson |
| 34               | Tirs                                                                                            | 19                      | | Arbitrage : Andreas Harnebring et Mathieu Menniti Juges de lignes : Clément Goncalves et Daniel Persson |

### Tour final
Les équipes gagnantes seront réaffectées pour les demi-finales selon le classement suivant :
1. position dans le groupe ;
2. plus grand nombre de points ;
3. meilleure différence de buts ;
4. plus grand nombre de buts marqués pour (BM) ;
5. meilleur classement lors du précèdent championnat du monde

| # | Équipe     | Groupe | Pos. | Pts | Diff | BM | IIFH |
| - | ---------- | ------ | ---- | --- | ---- | -- | ---- |
| 1 | Tchéquie   | A      | 1    | 10  | +18  | 27 | 4    |
| 2 | États-Unis | B      | 1    | 9   | +8   | 19 | 5    |
| 3 | Canada     | A      | 2    | 9   | +21  | 29 | 1    |
| 4 | Finlande   | B      | 2    | 7   | +1   | 12 | 2    |
| 5 | Suède      | A      | 3    | 8   | +9   | 16 | 3    |
| 6 | Slovaquie  | B      | 3    | 7   | +2   | 14 | 9    |
| 7 | Suisse     | B      | 4    | 6   | -1   | 11 | 8    |
| 8 | Allemagne  | A      | 4    | 3   | -15  | 7  | 6    |

- équipes qualifiées en demi-finale

#### Tableau
Légende
- P : prolongations

|  | Quarts de finale             | Quarts de finale             | Quarts de finale             | Quarts de finale             |            |            | Demi-finales                 | Demi-finales                 | Demi-finales                  | Demi-finales                  |                               |                               | Finale                       | Finale                       | Finale                       | Finale                       |
|  |                              |                              |                              |                              |            |            |                              |                              |                               |                               |                               |                               |                              |                              |                              |                              |
|  | 2 janvier, Scotiabank Centre | 2 janvier, Scotiabank Centre | 2 janvier, Scotiabank Centre | 2 janvier, Scotiabank Centre |            |            | 4 janvier, Scotiabank Centre | 4 janvier, Scotiabank Centre | 4 janvier, Scotiabank Centre  | 4 janvier, Scotiabank Centre  |                               |                               | 5 janvier, Scotiabank Centre | 5 janvier, Scotiabank Centre | 5 janvier, Scotiabank Centre | 5 janvier, Scotiabank Centre |
|  | 2 janvier, Scotiabank Centre | 2 janvier, Scotiabank Centre | 2 janvier, Scotiabank Centre | 2 janvier, Scotiabank Centre |            |            | 4 janvier, Scotiabank Centre | 4 janvier, Scotiabank Centre | 4 janvier, Scotiabank Centre  | 4 janvier, Scotiabank Centre  |                               |                               | 5 janvier, Scotiabank Centre | 5 janvier, Scotiabank Centre | 5 janvier, Scotiabank Centre | 5 janvier, Scotiabank Centre |
|  | A1                           | Tchéquie                     | 9                            | 9                            |            |            | 4 janvier, Scotiabank Centre | 4 janvier, Scotiabank Centre | 4 janvier, Scotiabank Centre  | 4 janvier, Scotiabank Centre  |                               |                               | 5 janvier, Scotiabank Centre | 5 janvier, Scotiabank Centre | 5 janvier, Scotiabank Centre | 5 janvier, Scotiabank Centre |
|  | A1                           | Tchéquie                     | 9                            | 9                            |            |            | 4 janvier, Scotiabank Centre | 4 janvier, Scotiabank Centre | 4 janvier, Scotiabank Centre  | 4 janvier, Scotiabank Centre  |                               |                               | 5 janvier, Scotiabank Centre | 5 janvier, Scotiabank Centre | 5 janvier, Scotiabank Centre | 5 janvier, Scotiabank Centre |
|  | B4                           | Suisse                       | 1                            | 1                            |            |            | 4 janvier, Scotiabank Centre | 4 janvier, Scotiabank Centre | 4 janvier, Scotiabank Centre  | 4 janvier, Scotiabank Centre  |                               |                               | 5 janvier, Scotiabank Centre | 5 janvier, Scotiabank Centre | 5 janvier, Scotiabank Centre | 5 janvier, Scotiabank Centre |
|  | B4                           | Suisse                       | 1                            | 1                            | 1          | Tchéquie   | 2 P                          | 2 P                          |                               |                               |                               |                               | 5 janvier, Scotiabank Centre | 5 janvier, Scotiabank Centre | 5 janvier, Scotiabank Centre | 5 janvier, Scotiabank Centre |
|  | 2 janvier, Avenir Centre     |                              |                              |                              | 1          | Tchéquie   | 2 P                          | 2 P                          |                               |                               |                               |                               | 5 janvier, Scotiabank Centre | 5 janvier, Scotiabank Centre | 5 janvier, Scotiabank Centre | 5 janvier, Scotiabank Centre |
|  |                              |                              | 5                            | Suède                        | 1          | 1          |                              |                              |                               |                               |                               |                               | 5 janvier, Scotiabank Centre | 5 janvier, Scotiabank Centre | 5 janvier, Scotiabank Centre | 5 janvier, Scotiabank Centre |
|  | B2                           | Finlande                     | 5                            | Suède                        | 1          | 1          | 2                            | 2                            |                               |                               |                               |                               | 5 janvier, Scotiabank Centre | 5 janvier, Scotiabank Centre | 5 janvier, Scotiabank Centre | 5 janvier, Scotiabank Centre |
|  | B2                           | Finlande                     | 4 janvier, Scotiabank Centre |                              |            |            | 2                            | 2                            |                               |                               |                               |                               | 5 janvier, Scotiabank Centre | 5 janvier, Scotiabank Centre | 5 janvier, Scotiabank Centre | 5 janvier, Scotiabank Centre |
|  | A3                           | Suède                        | 3                            | 3                            |            |            |                              |                              |                               |                               |                               |                               | 5 janvier, Scotiabank Centre | 5 janvier, Scotiabank Centre | 5 janvier, Scotiabank Centre | 5 janvier, Scotiabank Centre |
|  | A3                           | Suède                        | 3                            | 3                            | Tchéquie   | Tchéquie   | 2                            | 2                            |                               |                               |                               |                               |                              |                              |                              |                              |
|  | 2 janvier, Avenir Centre     |                              |                              |                              | Tchéquie   | Tchéquie   | 2                            | 2                            |                               |                               |                               |                               |                              |                              |                              |                              |
|  |                              |                              | Canada                       | Canada                       | 3 P        | 3 P        |                              |                              |                               |                               |                               |                               |                              |                              |                              |                              |
|  | B1                           | États-Unis                   | Canada                       | Canada                       | 3 P        | 3 P        | 11                           | 11                           |                               |                               |                               |                               |                              |                              |                              |                              |
|  | B1                           | États-Unis                   |                              |                              |            |            |                              |                              |                               |                               |                               |                               |                              |                              |                              |                              |
|  | A4                           | Allemagne                    | 1                            | 1                            |            |            |                              |                              |                               |                               |                               |                               |                              |                              |                              |                              |
|  | A4                           | Allemagne                    | 1                            | 1                            | 2          | États-Unis | 2                            | 2                            | Match pour la troisième place | Match pour la troisième place | Match pour la troisième place | Match pour la troisième place |                              |                              |                              |                              |
|  | 2 janvier, Scotiabank Centre |                              |                              |                              | 2          | États-Unis | 2                            | 2                            | Match pour la troisième place | Match pour la troisième place | Match pour la troisième place | Match pour la troisième place |                              |                              |                              |                              |
|  |                              |                              | 3                            | Canada                       | 6          | 6          |                              |                              | 5 janvier, Scotiabank Centre  | 5 janvier, Scotiabank Centre  | 5 janvier, Scotiabank Centre  | 5 janvier, Scotiabank Centre  |                              |                              |                              |                              |
|  | A2                           | Canada                       | 3                            | Canada                       | 6          | 6          | 4 P                          | 4 P                          | 5 janvier, Scotiabank Centre  | 5 janvier, Scotiabank Centre  | 5 janvier, Scotiabank Centre  | 5 janvier, Scotiabank Centre  |                              |                              |                              |                              |
|  | A2                           | Canada                       |                              |                              |            |            |                              | 4 P                          |                               |                               | Suède                         | Suède                         | 7                            | 7                            |                              |                              |
|  | B3                           | Slovaquie                    | 3                            | 3                            |            |            |                              |                              |                               |                               | Suède                         | Suède                         | 7                            | 7                            |                              |                              |
|  | B3                           | Slovaquie                    | 3                            | 3                            | États-Unis | États-Unis | 8 P                          | 8 P                          |                               |                               |                               |                               |                              |                              |                              |                              |
|  |                              |                              |                              |                              |            |            |                              |                              |                               |                               |                               |                               |                              |                              |                              |                              |

#### Quarts de finale
| 2 janvier | Finlande | 2-3 (1-1, 1-1, 0-1) | Suède | Avenir Centre 7 263 spectateurs |

| Feuille de match | Feuille de match                                                                  | Feuille de match    | Feuille de match | Feuille de match                                                                                         |
| ---------------- | --------------------------------------------------------------------------------- | ------------------- | --- | --- |
|                  | O. Kapanen (Kemell, Koivunen) — 3 min 10 s - Huuhtanen (Miettinen) — 44 min 3 s - | 1-0 1-1 2-1 2-2 2-3 | - Carlsson (Jansson, Bystedt) — 16 min 55 s - Carlsson (Bystedt, Wagner) — 56 min 33 s Stjernborg — 58 min 55 s (IN) | Arbitrage : Graeden Hamilton et Michael Tscherrig Juges de lignes : Brandon Grillo et Tarrington Wyonzek |
| Lampinen         | Gardiens                                                                          | Lindbom             | | Arbitrage : Graeden Hamilton et Michael Tscherrig Juges de lignes : Brandon Grillo et Tarrington Wyonzek |
| 6 min            | Pénalités                                                                         | 6 min               | | Arbitrage : Graeden Hamilton et Michael Tscherrig Juges de lignes : Brandon Grillo et Tarrington Wyonzek |
| 35               | Tirs                                                                              | 20                  | | Arbitrage : Graeden Hamilton et Michael Tscherrig Juges de lignes : Brandon Grillo et Tarrington Wyonzek |

| 2 janvier | Tchéquie | 9-1 (3-1, 4-0, 2-0) | Suisse | Scotiabank Centre 8 746 spectateurs |

| Feuille de match | Feuille de match | Feuille de match                        | Feuille de match | Feuille de match                                                                                    |
| ---------------- | --- | --------------------------------------- | ---------------- | --------------------------------------------------------------------------------------------------- |
|                  | - Kulich (Svozil, Suchánek) — 2 min 41 s Marcel — 7 min 9 s (IN) Hauser (Marcel, Kos) — 9 min 37 s Jiříček (Kulich) — 20 min 28 s Kulich (Šalé, Brabenec) — 25 min 42 s Sztruc (Svozil, Brabenec) — 33 min 10 s Šalé (Kulich) — 38 min 54 s Marcel (Čech, Ticháček) — 43 min 18 s Sztruc (Ticháček, Jiříček) — 44 min 22 s | 0-1 1-1 2-1 3-1 4-1 5-1 6-1 7-1 8-1 9-1 | Robin — 22 s -   | Arbitrage : Michael Campbell et Mathieu Menniti Juges de lignes : Patrick Laguzov et Daniel Persson |
| Suchánek         | Gardiens | Pasche                                  |                  | Arbitrage : Michael Campbell et Mathieu Menniti Juges de lignes : Patrick Laguzov et Daniel Persson |
| 10 min           | Pénalités | 4 min                                   |                  | Arbitrage : Michael Campbell et Mathieu Menniti Juges de lignes : Patrick Laguzov et Daniel Persson |
| 28               | Tirs | 18                                      |                  | Arbitrage : Michael Campbell et Mathieu Menniti Juges de lignes : Patrick Laguzov et Daniel Persson |

| 2 janvier | États-Unis | 11-1 | Allemagne | Avenir Centre 7 262 spectateurs |

| Feuille de match                | Feuille de match | Feuille de match                                   | Feuille de match          | Feuille de match                                                                              |
| ------------------------------- | --- | -------------------------------------------------- | ------------------------- | --------------------------------------------------------------------------------------------- |
|                                 | Cooley (Ufko, Snuggerud) — 3 min 51 s Snuggerud (Ufko, Lucius) — 8 min (SN) Savage (Ufko, Peart) — 8 min 39 s Blake (Lucius, McGroarty) — 29 min 5 s Cooley (Ufko, Peart) — 31 min 3 s Gauthier (Mittlestadt) — 31 min 21 s Savage (Brindley, Mittlestadt) — 35 min 25 s (IN) Gauthier (Snuggerud, Cooley) — 37 min 24 s Connors (Duke, Hutson) — 44 min 36 s Cooley (Gauthier, Mittlestadt) — 46 min 53 s Duke (Ufko, Boucher) — 48 min 31 s - | 1–0 2–0 3–0 4–0 5–0 6–0 7–0 8–0 9–0 10–0 11–0 11–1 | - Hauf — 56 min 48 s (IN) | Arbitrage : Andreas Harnebring et Tomas Hronský Juges de lignes : Spencer Knox et Daniel Konc |
| Augustine (40 min) Oke (20 min) | Gardiens | Quapp (40 min) Babulis (20 min)                    |                           | Arbitrage : Andreas Harnebring et Tomas Hronský Juges de lignes : Spencer Knox et Daniel Konc |
| 4 min                           | Pénalités | 6 min                                              |                           | Arbitrage : Andreas Harnebring et Tomas Hronský Juges de lignes : Spencer Knox et Daniel Konc |
| 41                              | Tirs | 22                                                 |                           | Arbitrage : Andreas Harnebring et Tomas Hronský Juges de lignes : Spencer Knox et Daniel Konc |

| 2 janvier | Canada | 4-3 (pr) (1-0, 2-2, 0-1, 1-0) | Slovaquie | Scotiabank Centre 10 349 spectateurs |

| Feuille de match | Feuille de match | Feuille de match            | Feuille de match | Feuille de match                                                                       |
| ---------------- | --- | --------------------------- | --- | -------------------------------------------------------------------------------------- |
|                  | Bedard (Stankoven) — 6 min 7 s Guenther (Othmann, Bedard) — 25 min 2 s (SN) - Ostapchuk (Dean, Gaucher) — 29 min - Bedard — 65 min 17 s | 1–0 2–0 2–1 3–1 3–2 3–3 4–3 | - L. Nemec (S. Nemec, Petrovský) — 26 min 58 s (SN) - Baco (Repčík, Nátny) — 33 min 18 s L. Nemec (Mešár, Groch) — 51 min 25 s - | Arbitrage : Marc Iwert et Jakub Šindel Juges de lignes : David Klouček et John Waleski |
| Milic            | Gardiens | Gajan                       | | Arbitrage : Marc Iwert et Jakub Šindel Juges de lignes : David Klouček et John Waleski |
| 6 min            | Pénalités | 12 min                      | | Arbitrage : Marc Iwert et Jakub Šindel Juges de lignes : David Klouček et John Waleski |
| 57               | Tirs | 27                          | | Arbitrage : Marc Iwert et Jakub Šindel Juges de lignes : David Klouček et John Waleski |

#### Demi-finales
| 4 janvier | Tchéquie | 2-1 (pr) (0-0, 0-1, 1-0, 1-0) | Suède | Scotiabank Centre 9 265 spectateurs |

| Feuille de match | Feuille de match                                                                        | Feuille de match | Feuille de match                                 | Feuille de match                                                                                        |
| ---------------- | --------------------------------------------------------------------------------------- | ---------------- | ------------------------------------------------ | --- |
|                  | - Jiříček (Špaček, Szturc) — 59 min 21 s (JS) Kulich (Šapovaliv, Špaček)) — 69 min 10 s | 0-1 1-1 2-1      | Jansson (E. Pettersson, Östlund) — 21 min 39 s - | Arbitrage : Michael Campbell et Graeden Hamilton Juges de lignes : Brandon Grillo et Tarrington Wynozek |
| Suchánek         | Gardiens                                                                                | Lindbom          |                                                  | Arbitrage : Michael Campbell et Graeden Hamilton Juges de lignes : Brandon Grillo et Tarrington Wynozek |
| 8 min            | Pénalités                                                                               | 4 min            |                                                  | Arbitrage : Michael Campbell et Graeden Hamilton Juges de lignes : Brandon Grillo et Tarrington Wynozek |
| 31               | Tirs                                                                                    | 22               |                                                  | Arbitrage : Michael Campbell et Graeden Hamilton Juges de lignes : Brandon Grillo et Tarrington Wynozek |

| 4 janvier | États-Unis | 2-6 (2-1, 0-3, 0-2) | Canada | Scotiabank Centre 10 636 spectateurs |

| Feuille de match                             | Feuille de match                                                                  | Feuille de match                | Feuille de match | Feuille de match                                                                                   |
| -------------------------------------------- | --------------------------------------------------------------------------------- | ------------------------------- | --- | -------------------------------------------------------------------------------------------------- |
|                                              | Cooley (Ufko, Snuggerud) — 1 min 19 s Connors (Stramel, Brindley) — 10 min 30 s - | 1-0 2-0 2-1 2-2 2-3 2-4 2-5 2-6 | - Bedard (Del Mastro, Roy) — 11 min 49 s Stankoven (Roy, Clarke) — 20 min 47 s Fantilli (Dean, Zellweger) — 25 min 46 s Roy (Stankoven, Bedard) — 32 min 20 s Clarke (Fantilli, Beck) — 49 min 45 s Roy — 56 min 45 s (IN + CV) | Arbitrage : Anssi Salonen et Michaël Tscherrig Juges de lignes : Onni Hautamäki et Patrick Laguzov |
| Augustine (56 min 14 s) Mbereko (3 min 15 s) | Gardiens                                                                          | Milic                           | | Arbitrage : Anssi Salonen et Michaël Tscherrig Juges de lignes : Onni Hautamäki et Patrick Laguzov |
| 6 min                                        | Pénalités                                                                         | 10 min                          | | Arbitrage : Anssi Salonen et Michaël Tscherrig Juges de lignes : Onni Hautamäki et Patrick Laguzov |
| 45                                           | Tirs                                                                              | 37                              | | Arbitrage : Anssi Salonen et Michaël Tscherrig Juges de lignes : Onni Hautamäki et Patrick Laguzov |

#### Match pour la troisième place
| 5 janvier | États-Unis | 8-7 (pr) (1-0, 4-5, 2-2, 1-0) | Suède | Scotiabank Centre 9 031 spectateurs |

| Feuille de match                    | Feuille de match | Feuille de match                                            | Feuille de match | Feuille de match                                                                                    |
| ----------------------------------- | --- | ----------------------------------------------------------- | --- | --------------------------------------------------------------------------------------------------- |
|                                     | Cooley (Snuggerud) — 2 min 51 s Ufko (Snuggerud, Blake) — 21 min 51 s (SN) - Lucius (Blake) — 25 min 4 s - Gauthier (Cooley, McGroarty) — 30 min 42 s (SN) Lucius (Ufko) — 33 min 37 s - Hughes (McGroarty) — 48 min 17 s Gauthier (McGroarty, Brindley) — 58 min 23 s (SN) - Lucius (Hutson, Savage) — 62 min 6 s | 1-0 2-0 2-1 3-1 3-2 3-3 4-3 5-3 5-4 5-5 5-6 6-6 7-6 7-7 8-7 | - Bystedt (Lekkerimäki, Rosén) — 23 min 33 s - O. Pettersson (Sandin-Pellikka) — 26 min 35 s Carlsson (Wagner, Bystedt) — 28 min 52 s - Oscarson (Carlsson, Jansson) — 38 min 52 s (SN) Öhgren — 39 min 18 s Östlund (E. Pettersson, Strömgren) — 44 min - Bystedt (Rosén, Jansson) — 59 min 38 s (JS) - | Arbitrage : Michael Campbell et Graeden Hamilton Juges de lignes : Onni Hautamäki et Daniel Persson |
| Augustine (40 min) Mbereko (20 min) | Gardiens | Lindbom                                                     | | Arbitrage : Michael Campbell et Graeden Hamilton Juges de lignes : Onni Hautamäki et Daniel Persson |
| 6 min                               | Pénalités | 33 min                                                      | | Arbitrage : Michael Campbell et Graeden Hamilton Juges de lignes : Onni Hautamäki et Daniel Persson |
| 36                                  | Tirs | 36                                                          | | Arbitrage : Michael Campbell et Graeden Hamilton Juges de lignes : Onni Hautamäki et Daniel Persson |

#### Finale
| 5 janvier | Tchéquie | 2-3 (pr) (0-1, 0-1, 2-0, 0-1) | Canada | Scotiabank Centre 10 735 spectateurs |

| Feuille de match | Feuille de match                                                      | Feuille de match    | Feuille de match | Feuille de match                                                                                       |
| ---------------- | --------------------------------------------------------------------- | ------------------- | --- | --- |
|                  | - Kulich (Šalé, Šapovaliv) — 52 min 30 s Kos (Hamara) — 53 min 24 s - | 0-1 0-2 1-2 2-2 2-3 | Guenther (Clarke, Othmann) — 12 min 41 s (SN) Wright (Guenther, Othmann) — 24 min 35 s - Guenther (Roy, Clarke) — 66 min 22 s | Arbitrage : Andreas Harnebring et Anssi Salonen Juges de lignes : Brandon Grillo et Tarrington Wyonzek |
| Suchánek         | Gardiens                                                              | Milic               | | Arbitrage : Andreas Harnebring et Anssi Salonen Juges de lignes : Brandon Grillo et Tarrington Wyonzek |
| 4 min            | Pénalités                                                             | 6 min               | | Arbitrage : Andreas Harnebring et Anssi Salonen Juges de lignes : Brandon Grillo et Tarrington Wyonzek |
| 26               | Tirs                                                                  | 38                  | | Arbitrage : Andreas Harnebring et Anssi Salonen Juges de lignes : Brandon Grillo et Tarrington Wyonzek |

### Classement final
| Place              | Équipe     | PJ | V | VP | D | DP | BP | BC | Diff | Pts | Résultat final             |
| ------------------ | ---------- | -- | - | -- | - | -- | -- | -- | ---- | --- | -------------------------- |
| Médaille d'or      | Canada H   | 7  | 4 | 2  | 0 | 1  | 42 | 15 | +27  | 16  | Champion du monde          |
| Médaille d'argent  | Tchéquie   | 7  | 4 | 1  | 2 | 0  | 37 | 11 | +26  | 16  | Vice-champion du monde     |
| Médaille de bronze | États-Unis | 7  | 4 | 1  | 0 | 2  | 27 | 19 | +15  | 14  | Troisième place            |
| 4                  | Suède      | 7  | 3 | 1  | 2 | 1  | 27 | 19 | +8   | 13  | Quatrième place            |
| 5                  | Finlande   | 5  | 2 | 0  | 1 | 2  | 14 | 14 | 0    | 7   | Éliminé en quart de finale |
| 6                  | Slovaquie  | 5  | 2 | 0  | 2 | 1  | 17 | 16 | +1   | 8   | Éliminé en quart de finale |
| 7                  | Suisse     | 5  | 0 | 3  | 0 | 2  | 12 | 21 | -9   | 6   | Éliminé en quart de finale |
| 8                  | Allemagne  | 5  | 1 | 0  | 0 | 4  | 8  | 33 | -25  | 3   | Éliminé en quart de finale |
| 9                  | Lettonie   | 6  | 2 | 0  | 1 | 3  | 13 | 18 | -5   | 7   |                            |
| 10                 | Autriche   | 6  | 0 | 0  | 0 | 6  | 6  | 44 | -38  | 0   | Relégué en Division IA     |

### Récompenses individuelles
| Équipe-type des médias :                                          |
| Kulich Bedard Cooley Jiříček Jansson Suchánek MVP : Connor Bedard |
| Kulich Bedard Cooley Jiříček Jansson Suchánek MVP : Connor Bedard |

Équipe type IIHF :
- Meilleur gardien : Adam Gajan (Slovaquie)
- Meilleur défenseur : David Jiříček (Tchéquie)
- Meilleur attaquant : Connor Bedard (Canada)

### Statistiques individuelles
Pour les significations des abréviations, voir statistiques du hockey sur glace.
| Clt | Joueur          | Équipe     | PJ | B | A  | Pts | Pun | +/- |
| --- | --------------- | ---------- | -- | - | -- | --- | --- | --- |
| 1   | Connor Bedard   | Canada     | 7  | 9 | 14 | 23  | 2   | +14 |
| 2   | Logan Cooley    | États-Unis | 7  | 7 | 7  | 14  | 2   | +3  |
| 3   | Jimmy Snuggerud | États-Unis | 7  | 5 | 8  | 13  | 2   | +5  |
| 3   | Joshua Roy      | Canada     | 7  | 5 | 6  | 11  | 0   | +14 |
| 5   | Logan Stankoven | Canada     | 7  | 3 | 8  | 11  | 0   | +12 |
| 6   | Dylan Guenther  | Canada     | 7  | 7 | 3  | 10  | 4   | -1  |
| 7   | Filip Bystedt   | Suède      | 7  | 4 | 6  | 10  | 4   | +8  |
| 7   | Cutter Gauthier | États-Unis | 7  | 4 | 6  | 10  | 2   | +4  |
| 7   | Ludvig Jansson  | Suède      | 7  | 4 | 6  | 10  | 4   | +9  |
| 10  | Ryan Ufko       | États-Unis | 7  | 1 | 9  | 10  | 2   | +3  |

| Clt                                                                                               | Joueur            | Équipe     | PJ | Min          | BC | Moy  | %Arr  | Bl |
| ------------------------------------------------------------------------------------------------- | ----------------- | ---------- | -- | ------------ | -- | ---- | ----- | -- |
| 1                                                                                                 | Adam Gajan        | Slovaquie  | 4  | 250 min 15 s | 10 | 2,40 | 93,59 | 1  |
| 2                                                                                                 | Tomáš Suchánek    | Tchéquie   | 7  | 435 min 13 s | 11 | 1,52 | 93,41 | 1  |
| 3                                                                                                 | Jani Lampinen     | Finlande   | 3  | 179 min      | 5  | 1,68 | 93,33 | 1  |
| 4                                                                                                 | Thomas Milic      | Canada     | 6  | 340 min 1 s  | 10 | 1,76 | 93,20 | 0  |
| 5                                                                                                 | Carl Lindbom      | Suède      | 7  | 439 min 42 s | 19 | 2,59 | 91,44 | 2  |
| 6                                                                                                 | Patriks Bērziņš   | Lettonie   | 6  | 363 min 48 s | 15 | 2,47 | 91,43 | 0  |
| 7                                                                                                 | Nikita Quapp      | Allemagne  | 4  | 188 min 16 s | 13 | 4,14 | 90,08 | 0  |
| 8                                                                                                 | Trey Augustine    | États-Unis | 6  | 316 min 14 s | 15 | 2,85 | 89,05 | 0  |
| 9                                                                                                 | Thomas Pfarrmaier | Autriche   | 4  | 174 min 10 s | 15 | 5,17 | 85,98 | 0  |
| 10                                                                                                | Kevin Pasche      | Suisse     | 4  | 211 min 32 s | 11 | 3,12 | 85,71 | 0  |
| 11                                                                                                | Aku Koskenvuo     | Finlande   | 2  | 120 min 41 s | 9  | 4,47 | 84,21 | 0  |
| Nota : seuls sont classés les gardiens ayant joué au minimum 40 % du temps de jeu de leur équipe. |                   |            |    |              |    |      |       |    |

## Autres Divisions

### Division I

#### Groupe A
La compétition se déroule du 11 au 17 décembre 2022 à Asker en Norvège.
Légende :
- en gras, promu en Division élite
- en italique, relégué en Division IB
- Pr : Prolongations
- F : Tirs de fusillade

Pour les significations des abréviations, voir statistiques du hockey sur glace.
| Clt   | Équipe     | PJ | V | VP | D | DP | BP | BC | Diff | Pts |
| ----- | ---------- | -- | - | -- | - | -- | -- | -- | ---- | --- |
| +001, | Norvège H  | 5  | 5 | 0  | 0 | 0  | 19 | 8  | +11  | 15  |
| +002, | Kazakhstan | 5  | 3 | 0  | 2 | 0  | 14 | 11 | +3   | 9   |
| +003, | France P   | 5  | 2 | 0  | 2 | 1  | 16 | 14 | +2   | 7   |
| +004, | Hongrie    | 5  | 1 | 1  | 2 | 1  | 18 | 18 | 0    | 6   |
| +005, | Danemark   | 5  | 1 | 1  | 3 | 0  | 9  | 19 | -10  | 5   |
| +006, | Slovénie P | 5  | 1 | 0  | 4 | 0  | 15 | 21 | -6   | 3   |

| 11 décembre | Hongrie    | 2 | 3 Pr | Danemark   | [ I 2 ]  |
| 11 décembre | Slovénie   | 0 | 4    | Norvège    | [ I 3 ]  |
| 11 décembre | France     | 2 | 0    | Kazakhstan | [ I 4 ]  |
| 12 décembre | Danemark   | 1 | 6    | Slovénie   | [ I 5 ]  |
| 12 décembre | Kazakhstan | 3 | 2    | Hongrie    | [ I 6 ]  |
| 12 décembre | Norvège    | 3 | 2    | France     | [ I 7 ]  |
| 14 décembre | Slovénie   | 2 | 5    | France     | [ I 8 ]  |
| 14 décembre | Norvège    | 3 | 2    | Hongrie    | [ I 9 ]  |
| 14 décembre | Kazakhstan | 4 | 0    | Danemark   | [ I 10 ] |
| 15 décembre | France     | 4 | 5 F  | Hongrie    | [ I 11 ] |
| 15 décembre | Kazakhstan | 4 | 2    | Slovénie   | [ I 12 ] |
| 15 décembre | Danemark   | 1 | 4    | Norvège    | [ I 13 ] |
| 17 décembre | Hongrie    | 7 | 5    | Slovénie   | [ I 14 ] |
| 17 décembre | Danemark   | 4 | 3    | France     | [ I 15 ] |
| 17 décembre | Norvège    | 5 | 3    | Kazakhstan | [ I 16 ] |

#### Groupe B
La compétition se déroule du 11 au 17 décembre 2022 à Bytom en Pologne.
Légende :
- en gras, promu en Division IA
- en italique, relégué en Division IIA
- Pr : Prolongations

Pour les significations des abréviations, voir statistiques du hockey sur glace.
| Clt   | Équipe         | PJ | V | VP | D | DP | BP | BC | Diff | Pts |
| ----- | -------------- | -- | - | -- | - | -- | -- | -- | ---- | --- |
| +001, | Japon          | 5  | 4 | 0  | 0 | 1  | 25 | 16 | +9   | 13  |
| +002, | Ukraine        | 5  | 4 | 0  | 1 | 0  | 23 | 12 | +11  | 12  |
| +003, | Italie P       | 5  | 2 | 1  | 2 | 0  | 12 | 13 | -1   | 8   |
| +004, | Pologne H      | 5  | 1 | 1  | 3 | 0  | 21 | 19 | +2   | 5   |
| +005, | Estonie        | 5  | 1 | 0  | 3 | 1  | 11 | 14 | -3   | 4   |
| +006, | Corée du Sud P | 5  | 1 | 0  | 4 | 0  | 12 | 30 | -18  | 3   |

| 11 décembre | Corée du Sud | 3    | 5    | Japon        | [ I 18 ] |
| 11 décembre | Pologne      | 4 Pr | 3    | Estonie      | [ I 19 ] |
| 11 décembre | Italie       | 0    | 4    | Ukraine      | [ I 20 ] |
| 12 décembre | Estonie      | 1    | 2    | Corée du Sud | [ I 21 ] |
| 12 décembre | Ukraine      | 5    | 2    | Pologne      | [ I 22 ] |
| 12 décembre | Japon        | 2    | 3 Pr | Italie       | [ I 23 ] |
| 14 décembre | Corée du Sud | 4    | 6    | Italie       | [ I 24 ] |
| 14 décembre | Japon        | 7    | 3    | Pologne      | [ I 25 ] |
| 14 décembre | Ukraine      | 3    | 2    | Estonie      | [ I 26 ] |
| 16 décembre | Estonie      | 3    | 4    | Japon        | [ I 27 ] |
| 16 décembre | Italie       | 2    | 1    | Pologne      | [ I 28 ] |
| 16 décembre | Ukraine      | 7    | 1    | Corée du Sud | [ I 29 ] |
| 17 décembre | Estonie      | 2    | 1    | Italie       | [ I 30 ] |
| 17 décembre | Pologne      | 11   | 2    | Corée du Sud | [ I 31 ] |
| 17 décembre | Japon        | 7    | 4    | Ukraine      | [ I 32 ] |

### Division II

#### Groupe A
La compétition se déroule du 11 au 17 décembre 2022 à Kaunas en Lituanie.
Légende :
- en gras, promu en division IB
- en italique, relégué en division IIB
- Pr : Prolongations
- F : Tirs de fusillade

Pour les significations des abréviations, voir statistiques du hockey sur glace.
| Clt   | Équipe          | PJ | V | VP | D | DP | BP | BC | Diff | Pts |
| ----- | --------------- | -- | - | -- | - | -- | -- | -- | ---- | --- |
| +001, | Croatie P       | 5  | 3 | 1  | 0 | 1  | 25 | 17 | +8   | 12  |
| +002, | Grande-Bretagne | 5  | 4 | 0  | 1 | 0  | 27 | 11 | +16  | 12  |
| +003, | Lituanie H      | 5  | 3 | 0  | 1 | 1  | 15 | 9  | +6   | 10  |
| +004, | Espagne         | 5  | 2 | 0  | 3 | 0  | 18 | 20 | -2   | 6   |
| +005, | Pays-Bas P      | 5  | 1 | 1  | 3 | 0  | 11 | 21 | -10  | 5   |
| +006, | Roumanie        | 5  | 0 | 0  | 5 | 0  | 11 | 29 | -18  | 0   |

| 11 décembre | Pays-Bas        | 3 Pr | 2   | Croatie         | [ II 2 ]  |
| 11 décembre | Lituanie        | 3    | 4   | Grande-Bretagne | [ II 3 ]  |
| 11 décembre | Espagne         | 6    | 2   | Roumanie        | [ II 4 ]  |
| 13 décembre | Roumanie        | 4    | 5   | Pays-Bas        | [ II 5 ]  |
| 13 décembre | Grande-Bretagne | 4    | 7   | Croatie         | [ II 6 ]  |
| 13 décembre | Espagne         | 1    | 4   | Lituanie        | [ II 7 ]  |
| 14 décembre | Grande-Bretagne | 9    | 0   | Roumanie        | [ II 8 ]  |
| 14 décembre | Espagne         | 5    | 2   | Pays-Bas        | [ II 9 ]  |
| 14 décembre | Lituanie        | 1    | 2 F | Croatie         | [ II 10 ] |
| 16 décembre | Croatie         | 9    | 5   | Espagne         | [ II 11 ] |
| 16 décembre | Pays-Bas        | 0    | 7   | Grande-Bretagne | [ II 12 ] |
| 16 décembre | Roumanie        | 1    | 4   | Lituanie        | [ II 13 ] |
| 17 décembre | Grande-Bretagne | 3    | 1   | Espagne         | [ II 14 ] |
| 17 décembre | Lituanie        | 3    | 1   | Pays-Bas        | [ II 15 ] |
| 17 décembre | Croatie         | 5    | 4   | Roumanie        | [ II 16 ] |

#### Groupe B
La compétition se déroule du 16 au 22 janvier 2023 à Reykjavik en Islande.
Légende :
- en gras, promu en Division IIA
- en italique, relégué en Division III
- Pr : Prolongations

Pour les significations des abréviations, voir statistiques du hockey sur glace.
| Clt   | Équipe           | PJ | V | VP | D | DP | BP | BC | Diff | Pts |
| ----- | ---------------- | -- | - | -- | - | -- | -- | -- | ---- | --- |
| +001, | Chine            | 5  | 4 | 1  | 0 | 0  | 29 | 9  | +20  | 14  |
| +002, | Belgique         | 5  | 4 | 0  | 1 | 0  | 25 | 14 | +11  | 13  |
| +003, | Serbie           | 5  | 3 | 0  | 0 | 2  | 27 | 18 | +9   | 9   |
| +004, | Islande H        | 5  | 2 | 0  | 0 | 3  | 18 | 21 | -3   | 6   |
| +005, | Taipei chinois P | 5  | 1 | 0  | 0 | 4  | 17 | 29 | -12  | 3   |
| +006, | Mexique P        | 5  | 0 | 0  | 0 | 5  | 7  | 32 | -25  | 0   |

| 16 janvier | Mexique        | 3 | 8    | Taipei chinois | [ II 18 ] |
| 16 janvier | Belgique       | 3 | 4 Pr | Chine          | [ II 19 ] |
| 16 janvier | Islande        | 1 | 7    | Serbie         | [ II 20 ] |
| 17 janvier | Chine          | 4 | 0    | Mexique        | [ II 21 ] |
| 17 janvier | Serbie         | 7 | 1    | Taipei chinois | [ II 22 ] |
| 17 janvier | Belgique       | 5 | 3    | Islande        | [ II 23 ] |
| 19 janvier | Serbie         | 2 | 8    | Chine          | [ II 24 ] |
| 19 janvier | Belgique       | 5 | 2    | Mexique        | [ II 25 ] |
| 19 janvier | Islande        | 5 | 4    | Taipei chinois | [ II 26 ] |
| 20 janvier | Mexique        | 2 | 8    | Serbie         | [ II 27 ] |
| 20 janvier | Taipei chinois | 2 | 6    | Belgique       | [ II 28 ] |
| 20 janvier | Chine          | 5 | 2    | Islande        | [ II 29 ] |
| 22 janvier | Chine          | 8 | 2    | Taipei chinois | [ II 30 ] |
| 22 janvier | Serbie         | 3 | 6    | Belgique       | [ II 31 ] |
| 22 janvier | Islande        | 7 | 0    | Mexique        | [ II 32 ] |

### Division III
La compétition se déroule du 26 janvier au 2 février 2023 à Istanbul en Turquie.

#### Phase de groupe
| Clt   | Équipe             | PJ | V | VP | D | DP | BP | BC | Diff | Pts |
| ----- | ------------------ | -- | - | -- | - | -- | -- | -- | ---- | --- |
| +001, | Australie          | 3  | 3 | 0  | 0 | 0  | 28 | 6  | +22  | 9   |
| +002, | Kirghizistan       | 3  | 2 | 0  | 0 | 1  | 11 | 16 | -5   | 6   |
| +003, | Nouvelle-Zélande   | 3  | 1 | 0  | 0 | 2  | 9  | 10 | -1   | 3   |
| +004, | Bosnie-Herzégovine | 3  | 0 | 0  | 0 | 3  | 4  | 20 | -16  | 0   |

| 26 janvier | Australie          | 12 | 4 | Kirghizistan       | [ III 2 ] |
| 26 janvier | Bosnie-Herzégovine | 1  | 6 | Nouvelle-Zélande   | [ III 3 ] |
| 27 janvier | Bosnie-Herzégovine | 3  | 4 | Kirghizistan       | [ III 4 ] |
| 27 janvier | Nouvelle-Zélande   | 2  | 6 | Australie          | [ III 5 ] |
| 29 janvier | Australie          | 10 | 0 | Bosnie-Herzégovine | [ III 6 ] |
| 29 janvier | Kirghizistan       | 3  | 1 | Nouvelle-Zélande   | [ III 7 ] |

| Clt   | Équipe         | PJ | V | VP | D | DP | BP | BC | Diff | Pts |
| ----- | -------------- | -- | - | -- | - | -- | -- | -- | ---- | --- |
| +001, | Afrique du Sud | 3  | 3 | 0  | 0 | 0  | 30 | 4  | +26  | 9   |
| +002, | Bulgarie       | 3  | 2 | 0  | 0 | 1  | 10 | 11 | -1   | 6   |
| +003, | Israël         | 3  | 1 | 0  | 0 | 2  | 15 | 14 | +1   | 3   |
| +004, | Turquie H      | 3  | 0 | 0  | 0 | 3  | 4  | 30 | -26  | 0   |

| 26 janvier | Israël         | 16 | 1 | Afrique du Sud | [ III 8 ]  |
| 26 janvier | Turquie        | 3  | 5 | Bulgarie       | [ III 9 ]  |
| 27 janvier | Bulgarie       | 0  | 8 | Israël         | [ III 10 ] |
| 27 janvier | Turquie        | 9  | 3 | Afrique du Sud | [ III 11 ] |
| 29 janvier | Afrique du Sud | 0  | 5 | Bulgarie       | [ III 12 ] |
| 29 janvier | Israël         | 6  | 3 | Turquie        | [ III 13 ] |

#### Phase à élimination directe
|  | Quarts de finale        | Quarts de finale |               |              | Demi-finales           | Demi-finales           |   |  | Finale    | Finale    |
|  | Quarts de finale        | Quarts de finale |               |              | Demi-finales           | Demi-finales           |   |  | Finale    | Finale    |
|  |                         |                  |               |              |                        |                        |   |  |           |           |
|  | 30 janvier              | 30 janvier       |               |              | 1er février            | 1er février            |   |  | 2 février | 2 février |
|  | 30 janvier              | 30 janvier       |               |              | 1er février            | 1er février            |   |  | 2 février | 2 février |
|  | [1A] Israël             | 10               |               |              | 1er février            | 1er février            |   |  | 2 février | 2 février |
|  | [1A] Israël             | 10               |               |              | 1er février            | 1er février            |   |  | 2 février | 2 février |
|  | [4B] Bosnie-Herzégovine | 0                |               |              | 1er février            | 1er février            |   |  | 2 février | 2 février |
|  | [4B] Bosnie-Herzégovine | 0                | [1] Israël    | 6            |                        |                        |   |  | 2 février | 2 février |
|  | 30 janvier              |                  | [1] Israël    | 6            |                        |                        |   |  | 2 février | 2 février |
|  |                         | [5] Turquie      | 4             |              |                        |                        |   |  | 2 février | 2 février |
|  | [1B] Kirghizistan       | [5] Turquie      | 4             | 1            |                        |                        |   |  | 2 février | 2 février |
|  | [1B] Kirghizistan       |                  |               | 1            |                        |                        |   |  | 2 février | 2 février |
|  | [4A] Turquie            | 3                |               |              |                        |                        |   |  | 2 février | 2 février |
|  | [4A] Turquie            | 3                | Israël        | 1            |                        |                        |   |  |           |           |
|  | 30 janvier              |                  | Israël        | 1            |                        |                        |   |  |           |           |
|  |                         | Australie        | 4             |              |                        |                        |   |  |           |           |
|  | [2A] Australie          | Australie        | 4             | 28           |                        |                        |   |  |           |           |
|  | [2A] Australie          | 1er février      |               | 28           |                        |                        |   |  |           |           |
|  | [3B] Afrique du Sud     | 0                |               |              |                        |                        |   |  |           |           |
|  | [3B] Afrique du Sud     | 0                | [2] Australie | 4            |                        |                        |   |  |           |           |
|  | 30 janvier              | 30 janvier       | [2] Australie | 4            | Match pour la 3e place | Match pour la 3e place |   |  |           |           |
|  | 30 janvier              | 30 janvier       |               | [3] Bulgarie | Match pour la 3e place | Match pour la 3e place | 1 |  |           |           |
|  | [2B] Bulgarie           | 6                | 2 février     | 2 février    |                        |                        | 1 |  |           |           |
|  | [2B] Bulgarie           | 6                | 2 février     | 2 février    |                        |                        |   |  |           |           |
|  | [3A] Nouvelle-Zélande   | 2                |               | Bulgarie     | 8                      |                        |   |  |           |           |
|  | [3A] Nouvelle-Zélande   | 2                |               | Bulgarie     | 8                      |                        |   |  |           |           |
|  |                         |                  |               |              |                        |                        |   |  | Turquie   | 3         |
|  |                         |                  |               |              |                        |                        |   |  | Turquie   | 3         |

|  | 5e place               |   |
|  |                        |   |
|  | 2 février              |   |
|  |                        |   |
|  | [7] Bosnie-Herzégovine | 7 |
|  | [7] Bosnie-Herzégovine | 7 |
|  | [8] Afrique du Sud     | 3 |
|  | [8] Afrique du Sud     | 3 |

|  | 7e place             |   |
|  |                      |   |
|  | 1er février          |   |
|  |                      |   |
|  | [4] Kirghizistan     | 2 |
|  | [4] Kirghizistan     | 2 |
|  | [6] Nouvelle-Zélande | 3 |
|  | [6] Nouvelle-Zélande | 3 |

#### Classement final
| Place              | Équipe             |
| ------------------ | ------------------ |
| Médaille d'or      | Australie          |
| Médaille d'argent  | Israël             |
| Médaille de bronze | Bulgarie           |
| 4                  | Turquie            |
| 5                  | Nouvelle-Zélande   |
| 6                  | Kirghizistan       |
| 7                  | Bosnie-Herzégovine |
| 8                  | Afrique du Sud     |

- équipe promue en Division IIB